# Les Hays
Les Hays är en kommun i departementet Jura i regionen Bourgogne-Franche-Comté i östra Frankrike. Kommunen ligger i kantonen Chaussin som tillhör arrondissementet Dole. År 2022 hade Les Hays 351 invånare.

## Befolkningsutveckling
Antalet invånare i kommunen Les Hays
Referens:INSEE